# Schwarzes Stundenbuch

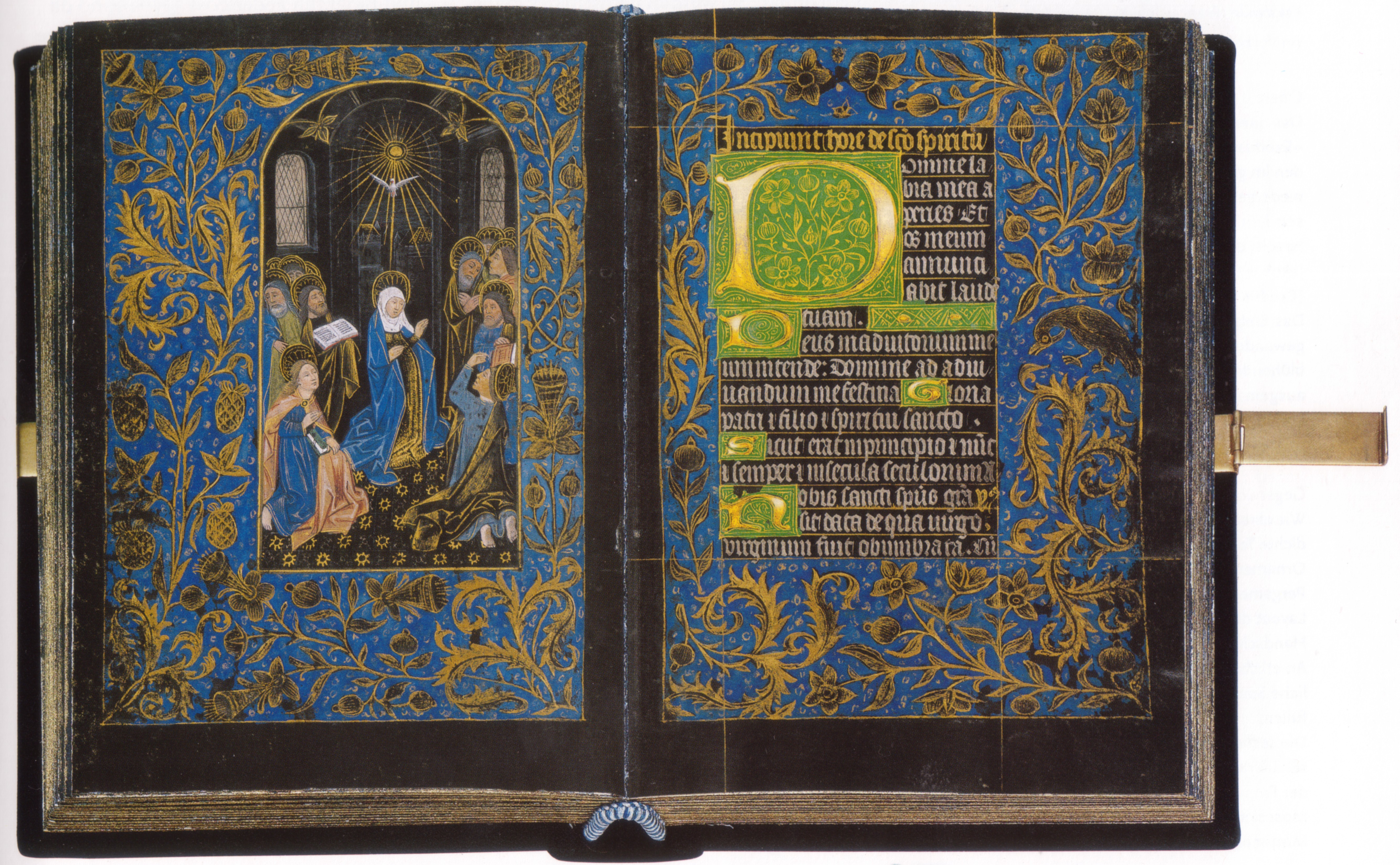
Schwarzes Stundenbuch, Pierpont Morgan Library M. 493 (Bl. 18v/19r)

Das Schwarze Stundenbuch ist ein Stundenbuch, das seinen Namen von der Farbe seiner Buchseiten ableitet. Es ist eines der nur wenigen erhaltenen Stundenbücher, die in einer aufwendigen und ungewöhnlichen Weise mit geschwärzten Seiten geschaffen wurden. Es gilt als eines der Hauptwerke der gotischen Buchmalerei und entstand um 1475 in Brügge im Umfeld des Buchmalers Willem Vrelant. Es wurde wohl für ein Mitglied des Hofes von Burgund erstellt und befindet sich heute in der New Yorker Morgan Library, Signatur: M. 493.

## Der Text und die Ausmalung des Schwarzen Stundenbuches
Das Schwarze Stundenbuch der Morgan Library ist eines von nur sieben überlieferten Handschriften mit geschwärzten Seiten, die alle aus flämischen Werkstätten und aus der zweiten Hälfte des 15. Jahrhunderts stammen. In aufwendigen Verfahren wurde das Pergament entweder mit Ruß oder wie beim Schwarzen Stundenbuch mit einer Eisen-Kupfer-Lösung schwarz eingefärbt. 
Es hat die Maße 17 × 12 cm und umfasst 121 Blatt mit Text und 14 ganzseitigen Miniaturen, 15 größeren und mehreren kleinen Initialen sowie 138 Bordüren. 
Der Text wurde mit Gold- und Silbertinte geschrieben sowie die Initialen smaragdgrün hinterlegt. Als Farben für die Illuminationen wurden Blattgold, Bleiweiß und Deckfarben verwendet. Die goldfarbenen Bordüren sind blaugrundiert. 

## Der Auftraggeber des Schwarzen Stundenbuches
Der Auftraggeber des Schwarzen Stundenbuches der Morgan Library ist unbekannt, weder Besitzerzeichen noch Wappen sind vorhanden; es lässt sich lediglich dem Umkreis des burgundischen Hofes Karl des Kühnen zuordnen. 

## Der Maler des Schwarzes Stundenbuches
Der namentlich nicht bekannte Buchmaler, der das Schwarze Stundenbuch der Morgan Library geschaffen hat, wird als Meister des Schwarzen Stundenbuches bezeichnet. Er stammte aus dem Kreis um Willem Vrelant, von ihm illuminierte Vergleichshandschriften konnten bisher nicht identifiziert werden.

## Andere Schwarze Stundenbücher
Das heute in der Morgan Library befindliche Schwarze Stundenbuch war für hochrangige, bibliophile Auftraggeber bestimmt, die vor allem am Hof von Burgund zu finden waren. Es haben sich sechs andere Beispiele von ebenfalls aufwendig mit Schwarzen Seiten hergestellten Schwarzen Stundenbüchern erhalten, einer speziellen Kategorie von Stundenbüchern, die am Hofe von Burgund während der letzten Jahre des Herzogtums bis 1477 in Mode waren, so beispielsweise 
- das Schwarze Stundenbuch von Karl dem Kühnen (Österreichische Nationalbibliothek, Wien, Cod. 1856)
- und das Stundenbuch der Maria von Burgund (Österreichische Nationalbibliothek, Wien, Cod. 1857).

## Konservierung
Das besonders dicke Pergament des Schwarzen Stundenbuchs der Morgan Library wurde von der schwarzen Farbe der Eisen-Kupfer-Lösung chemisch wenig angegriffen. Daher ist es das besterhaltene Exemplar einer schwarzen Handschrift und noch gebunden. Die meisten anderen schwarzen Stundenbücher mussten im Laufe der Zeit auseinandergebunden und heute zwischen Acrylplatten konserviert werden. 

## Faksimile-Ausgabe
- Schwarzes Stundenbuch. Faksimile-Ausgabe von Pierpont Morgan Library, New York, M. 493 durch den Faksimile Verlag Luzern, Luzern 2001